# Sant’Angelo dei Lombardi
Sant’Angelo dei Lombardi ist eine italienische Gemeinde mit 3777 Einwohnern (Stand 31. Dezember 2023) in der Provinz Avellino in der Region Kampanien. Der Ort ist Teil der Bergkommune Comunità Montana Alta Irpinia.
Die Kleinstadt ist Sitz des Erzbistums Sant’Angelo dei Lombardi-Conza-Nusco-Bisaccia.

## Geografie
Die Nachbargemeinden sind Guardia Lombardi, Lioni, Morra De Sanctis, Nusco, Rocca San Felice, Torella dei Lombardi und Villamaina.
Die Ortsteile sind Acquara, Barricella, Casaglia, Castellani, Cupa dell’Olmo, Erbaia, Fredane, Genualdo, Luonghi, Marcolaponi, Martinelli, Montanaldo, Montevergine, Monticchio, Monticchio Apicella, Montocchia, Patetto, Piani San Nicola, Piano Mattino, Piano Messano, Porrara, Puoio, Ruocchio del Conte, Ruggiano, San Gennaro, San Guglielmo, San Marco, San Pietro, San Pietro Pozzi, Sant’Antuono, Santo Janni, San Vito, Scannacapre, Schinicosa, Secatizzo, Selvatico, Serra di Nardo, Siepi und Vallegrande.

## Geschichte
In römischer Zeit bestand in der Nähe von Aeclanum eine einfache Siedlung. Im Zuge der Völkerwanderung wurde der Ort von den Langobarden neu aufgebaut und erlangte im 13. Jahrhundert eine gewisse Bedeutung. Das Castello Longobardo im Zentrum des Ortes wurde im 10. Jahrhundert errichtet, als die Region zum Herzogtum Benevent gehörte. Die Abbazia del Goleto („Goleto-Abtei“) stammt aus dem Jahre 1133 und wurde von Wilhelm von Vercelli erbaut. In späteren Jahrhunderten unterstand das Lehen verschiedenen Adelsfamilien, darunter den Jamvilla (Joinville), Caracciolo und den Imperiali.
Am 8. September 1694 wurde der Ort durch ein Erdbeben zerstört.
Am 23. November 1980 erschütterte das Irpinia-Erdbeben mit einer Stärke von 6,89 auf der Momenten-Magnituden-Skala die Regionen Kampanien und Basilicata und richtete auch in Sant’Angelo große Schäden an.

## Verkehr
Der Haltepunkt Sant’Angelo dei Lombardi liegt einige Kilometer südlich des Ortes an der im Personenverkehr nicht mehr bedienten Bahnstrecke Avellino–Rocchetta Sant’Antonio.

## Persönlichkeiten
- Concetta Marino (* 27. Februar 1942 in Sant’Angelo dei Lombardi), Malerin, Zeichnerin mit Atelier in Morrens[3]